# 영천 임고서원 영조을묘모본 정몽주 초상 및 함
영천 임고서원 영조을묘모본 정몽주 초상 및 함(永川 臨皐書院 英祖乙卯摹本 鄭夢周 肖像 및 函)은 대한민국 경상북도 영천시 임고면 양항리, 임고서원에 있다. 2019년 8월 26일 경상북도의 유형문화재 제537호로 지정되었다.

## 지정 사유
이 초상화는 고려시대 충신인 정몽주의 초상화로, 관리들이 쓰는 모자와 엷은 청색의 관복을 입고 오른쪽을 바라보며 의자에 앉아있는 전신상이다. 임고서원 소장(所藏) 3점의 정몽주 영정 가운데 1점으로, 크기는 세로 224.8cm, 가로 106.0cm이다. 오른쪽 하단에 ‘英廟乙卯摹本’이라 쓰여 있어 1735년(영조 11)에 이모(移模)된 본(本)임을 알 수 있는데 화사(畫師) 한두공(韓斗拱)으로 하여금 비단위에 새로 옮겨 그리게 한 것이다.
현존 정몽주 초상화 가운데 세 번째로 오래되었으며 비록 비단이 많이 헐었으나 옛 그림의 화풍이 잘 나타나 있고, 조선시대 사대부 초상화 연구에 학술적 가치가 크다고 판단되므로 보관상자인 나무함과 함께 유형문화재로 지정한다.

## 같이 보기
- 임고서원

## 참고 문헌
- 영천 임고서원 영조을묘모본 정몽주 초상 및 함 - 국가유산청 국가유산포털